# HERO (2002年の映画)
『HERO』（ヒーロー、原題: 英雄）は、2002年の中国の武侠映画。
豪華なキャスト、美しい色彩が話題を呼び、中国映画の興行成績を塗り替えた。また、第22回香港電影金像奨では最優秀撮影賞をはじめ7部門で受賞した。
2003年8月16日日本公開。アメリカ合衆国では2004年に上映され、初登場週の映画興行成績1位を達成した。
2021年に開催された「第6回ジャッキー・チェン国際アクション映画ウィーク」（成龍国際動作電影周）で発表された「映画史に残る10大アクション映画」の中の一つに選出された。

## あらすじ
舞台は中国、戦国時代末期。秦王（後の始皇帝）は刺客に狙われており、忠実な家臣たちを除いては常に百歩以内の距離には誰も近づけさせることはなかった。過去のとある一件以来、宮殿の中も刺客が人の中に紛れ込むことの無い様、宮殿の外を多くの衛兵が守りを固めているのとは対照的に、あえてがらんどうにしていた。
そんなある日、一本の槍と二本の剣を携えた「無名（ウーミン）」と呼ばれる名無しの男が刺客を倒したと告げ、宮殿にやってくる。槍と剣には、中国最強と言われる3人の刺客の名前が記されていた。そして彼は秦王の前で、刺客達を倒した経緯を語り始める。
秦王は刺客を倒した褒美として無名に自分の側に来ることを許すが、その時無名は…。

## キャスト
無名（ウーミン）
演 - 李連杰（ジェット・リー）、日本語吹替 - 森田順平
十歩の距離でなら確実に相手をしとめる「十歩一殺」（もしくは「十歩必殺剣」）という技を編み出した剣士。3人の刺客を倒し、秦王に謁見を求める。
残剣（ツァンジェン）
演 - 梁朝偉（トニー・レオン）、日本語吹替 - 小杉十郎太
書（書道ではない）を通じて剣を極めた。折れた剣（身幅が広く、相当の重量がある）を使いこなす。以前、飛雪とともに幾多の衛兵を退けながら秦王の命をあと一歩で奪うところまで迫ったことがある。
飛雪（フェイシエ）
演 - 張曼玉（マギー・チャン）、日本語吹替 - 塩田朋子
将軍であった父親の形見、飛雪剣を手に、残剣とともに秦王を暗殺しようとする。残剣とは恋人である。
如月（ルーユエ）
演 - 章子怡（チャン・ツィイー）、日本語吹替 - 魏涼子
残剣に仕える侍女。二対の鴛鴦鉞を持っている。密かに残剣を慕っており、無名は、如月と飛雪の嫉妬を利用して残剣達を倒そうとする様を秦王に語る。
長空（チャンコン）
演 - 甄子丹（ドニー・イェン）、日本語吹替 - 木下浩之
義の心を何よりも重んじる、槍の使い手。無名は、雨の降る中、碁をうつ長空と対峙する様を秦王に語る。
秦王（のちの始皇帝）
演 - 陳道明（チェン・タオミン）、日本語吹替 - 津嘉山正種
中国全土を統一する野望に燃え、敵対する国を次々と滅ぼしていく。無名との謁見の場で彼の話を聞いていく内、「不自然な何か」に気付く。
老館長
演 - 劉仲元（リウ・チョンユアン）、日本語吹替 - 永井一郎

## 主題歌
- 「Hero」（中国語版題「英雄」）
  - 歌：王菲（フェイ・ウォン）
  - 作曲：張亞東、填詞：林夕

## 受賞
第22回香港電影金像奨
- 最佳攝影(Best Cinematography)　クリストファー・ドイル
- 最佳美術指導(Best Art Direction)　霍廷霄、易振洲
- 最佳服裝造型設計(Best Costume & Make Up Design)　ワダ・エミ
- 最佳動作設計(Best Action Choreography)　チン・シウトン
- 最佳原創音樂(Best Original Film Score)　タン・ドゥン
- 最佳音響效果(Best Sound Design)　陶經
- 最佳視覺效果(Best Visual Effects)　潘國瑜 , Murray Pope, Christopher Horvath, Jonathan Rothbart